# وستون يوندروود (باكينجهامشير)
وستون يوندروود (بالإنجليزية: Weston Underwood, Buckinghamshire)‏ هي قرية و أبرشية مدنية تقع في المملكة المتحدة في باكينجهامشير.  يقدر عدد سكانها بـ 239 نسمة .